# Lizzy Ansingh

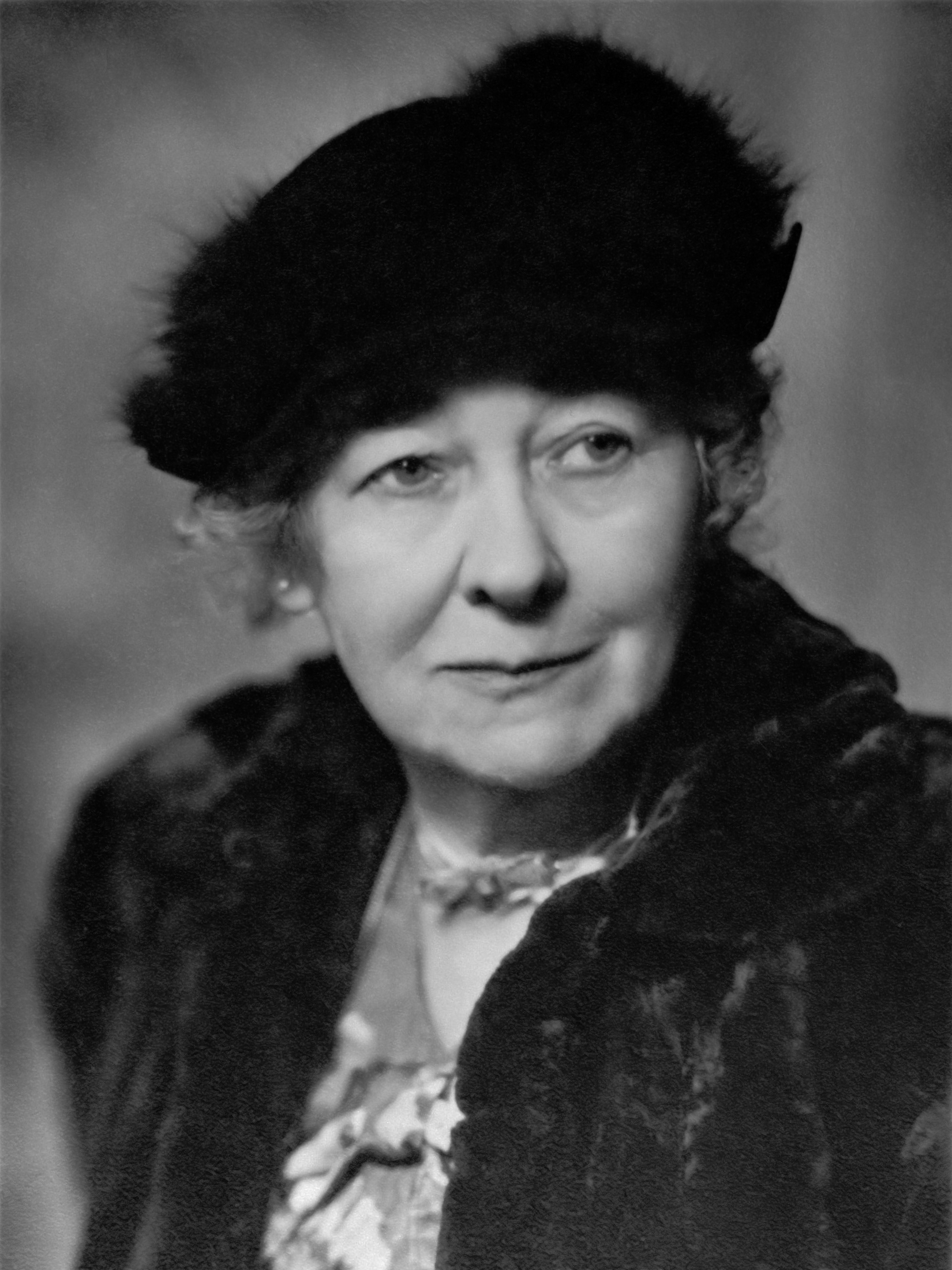
Ansingh (1950)

Maria Elisabeth Georgina Ansingh, kurz Lizzy Ansingh (* 13. März 1875 in Utrecht; † 14. Dezember 1959 in Amsterdam) war eine niederländische Malerin, Zeichnerin und Lithografin und Mitglied der Amsterdamse Joffers.

## Leben
Lizzy Ansingh wurde als Tochter des Apothekers Edzard Willem Ansingh und Clara Theresia Schwartze in Utrecht geboren. Sie war die Enkelin des Malers Johann Georg Schwartze und die Nichte der Malerin Thérèse Schwartze, von der sie ihren ersten Zeichenunterricht erhielt. Die Malerin Thérèse Ansingh, bekannt als Sorella war ihre Schwester.
Zwischen 1894 und 1897 besuchte sie die Reichsakademie der Bildenden Künste in Amsterdam und wurde von August Allebé, Nicolaas van der Waay und Carel Dake unterrichtet. An der Akademie bildete sich ein Künstlerinnenkreis, der später unter dem Namen Amsterdamse Joffers bekannt wurde. Neben Ansingh bestand dieser aus Marie van Regteren Altena, Coba Ritsema, Ans van den Berg, Jacoba Surie, Nelly Bodenheim, Betsy Westendorp-Osieck und Jo Bauer-Stumpff.
Anfangs schuf Ansingh kleine Porträts und Stillleben, später verlagerte sie sich auf die Darstellung von Puppen und porträtierte eine Vielzahl von Gemälden mit Puppen als Sujet.
Darüber hinaus schrieb sie zwei Gedichtbände, diese wurden von Nelly Bodenheim illustriert.

## Mitgliedschaften
- Amsterdamse Joffers
- Arti et Amicitiae
- Sint Lucas
- Pulchri Studio

## Auszeichnungen und Ehrungen (Auswahl)
- 1906: Willink van Collenprijs